# Oscar Olson
Oscar Doglas Olson (Condado de St. Croix, 7 de outubro de 1878 - Wisconsin, fevereiro de 1963) foi um praticante de cabo de guerra e um halterofilista dos Estados Unidos. Nos Jogos Olímpicos de Verão de 1904, fez parte da equipe que conquistou a medalha de ouro do cabo de guerra. Na mesma edição dos Jogos, ficou em quarto lugar no levantamento com duas mãos do halterofilismo.